# Kesamonsaari (ö i Pieksämäki)
Kesamonsaari är en halvö i Finland. Den ligger i sjön Murtonen och i kommunen Jockas i den ekonomiska regionen  Pieksämäki ekonomiska region  och landskapet Södra Savolax, i den södra delen av landet, 240 km nordost om huvudstaden Helsingfors.